# Lípa republiky (Strašnice)
Lípa republiky ve Strašnicích je významný strom, který roste v Praze 10 v ulici Mukařovská.

## Popis
Lípa roste východně od pomníku obětem 2. světové války. Obvod kmene má 107 cm (2018), výška není uvedena. V databázi významných stromů Prahy je zapsaná od roku 2019.

## Historie
Lípa svobody byla vysazena 28. října 1968 na připomínku 50. výročí vzniku Československé republiky. Strom vysadili skauti z Junáka 35. střediska, Praha 10 a zástupci obvodní organizace Svazu bojovníků za svobodu za přítomnosti obyvatel blízkých domů a některých rodičů skautů.